# Tiempo de África Oriental

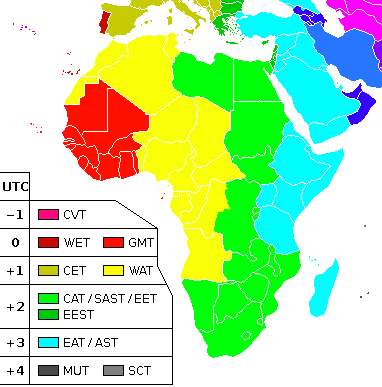
Zonas horarias de África

El Tiempo de África Oriental (del inglés East Africa Time, EAT) es una zona horaria utilizada en el este de África. La zona es de tres horas por delante del tiempo universal coordinado (UTC +3), que es el mismo que la hora estándar de Arabia, y la misma con la Hora de Verano de Europa Oriental.
En esta zona horaria es predominante la región ecuatorial, no hay ningún cambio significativo en la duración del día durante todo el año, por lo que el horario de verano no se usa.
Es utilizado por los siguientes países:
- Comoras
- Yibuti
- Eritrea
- Etiopía
- Kenia
- Madagascar
- Somalia
- Sudán
- Sudán del Sur
- Tanzania
- Uganda